# Salvatore Giuliano (opera)
Salvatore Giuliano è un'opera in un atto di Lorenzo Ferrero su un libretto italiano di Giuseppe Di Leva, concepita per essere associata con Cavalleria rusticana di Pietro Mascagni. Il lavoro è stato commissionato dal Teatro dell'Opera di Roma ed eseguito per la prima volta il 25 gennaio 1986.
Ambientata in Sicilia, la storia è basata sulla controversa figura storico-leggendaria di Salvatore Giuliano (1922-1950), un contadino siciliano che lottò contro le autorità italiane in nome di un movimento separatista.

## Esecuzioni
La produzione originale con la regia di Luciano Damiani e la direzione di Gustav Kuhn è stata oggetto di una monografia dal titolo Nascita di un'opera: Salvatore Giuliano, pubblicata nel 1987 dal fotografo Lorenzo Capellini. L'opera ha avuto due successive produzioni in Germania, una diretta da Frank Cramer ed eseguita al Mainfranken Theater Würzburg il 13 maggio 1987, e la seconda diretta da Johannes Wedekind allo Staatstheater Kassel l'8 giugno 1996.

## Compagnia di canto della prima
| Personaggio                                                                                        | Registro vocale | Compagnia della prima, 25 gennaio 1986 (Direttore: Gustav Kuhn) |
| -------------------------------------------------------------------------------------------------- | --------------- | --------------------------------------------------------------- |
| Salvatore Giuliano                                                                                 | tenore          | Nicola Martinucci                                               |
| Gaspare Pisciotta, suo cugino e luogotenente                                                       | baritono        | Franco Giovine                                                  |
| La madre di Giuliano                                                                               | mezzosoprano    | Giovanna Casolla                                                |
| Maria, una giornalista                                                                             | soprano lirico  | Zorayda Salazar                                                 |
| Colonnello Luca                                                                                    | basso           | Roberto Scandiuzzi                                              |
| Un Mafioso                                                                                         | basso-baritono  | Giovanni De Angelis                                             |
| Un representante dell'EVIS                                                                         | basso           | Vito Maria Brunetti                                             |
| Pasquale Sciortino, cognato di Giuliano                                                            | tenore          | Mario Ferrara                                                   |
| Abitanti di Montelepre, membri della banda Giuliano, Carabinieri, soldati, coro e soprano interno. |                 |                                                                 |

## Trama
Luoghi: Sicilia occidentale, Montelepre e montagne circostanti
Tempo: La seconda metà degli anni ‘40
In un villaggio deserto all'alba si sente uno sparo e si vede l'ombra di un uomo fuggire. Quando il villaggio si risveglia un rappresentante dell'EVIS, Esercito volontario per l'indipendenza della Sicilia, arriva per un comizio e per presentare agli abitanti Salvatore Giuliano. Nel suo discorso invita tutti a sostenere la lotta dell'EVIS per l'indipendenza. Dopo aver confermata la sua adesione alla causa Giuliano rimane solo col suo luogotenente, Gaspare Pisciotta. Discutono come liberare dal carcere la madre di Giuliano quando inaspettatamente essa giunge scortata da un Mafioso. Giuliano si rende conto di aver contratto un debito con la mafia.
Nel suo rifugio di montagna, Giuliano racconta la sua vita a Maria, una giornalista svedese venuta per intervistarlo. Ricorda come è diventato bandito per caso, per la povertà e le ingiustizie dello stato italiano. Confessa di sperare in un'amnistia e di voler emigrare in America. L'intervista è interrotta dal Mafioso, tornato a reclamare il suo pegno. Chiede a Giuliano di attaccare la manifestazione comunista per la festa dei lavoratori a Portella della Ginestra in cambio della protezione della mafia e dell'aiuto per la domanda di amnistia. Giuliano accetta.
Dopo il massacro, il colonnello Luca, a capo della forza speciale per la repressione del banditismo appena formata, medita sulle parole del ministro dell'interno. Giuliano dev'essere eliminato perché sa troppo.
Nel frattempo, alla festa per il matrimonio della sorella, Giuliano commette un atto irreparabile uccidendo cinque mafiosi, venuti ad informarlo che le autorità a Roma hanno deciso di mettere una taglia su di lui. Costernato dal crimine, il Mafioso incontra il colonnello Luca, e mentre la polizia porta via i corpi, entrambi decidono di unire le loro forze contro Giuliano. Pisciotta è convocato dal Colonnello, che riesce a convincerlo a tradire Giuliano, in cambio della vita. In un disperato tentativo Pisciotta cerca di persuadere Giuliano a fuggire, ma questi rifiuta di andarsene. Nel villaggio deserto, come all'inizio dell'opera, le ombre di due uomini appaiono sullo sfondo: uno spara e l'altro cade. Le luci del villaggio si accendono e si sente una voce di donna gridare: "Giuliano!"

## Arie significative ed estratti
L'intermezzo orchestrale che rievoca il massacro di Portella della Ginestra e l'aria di  Giuliano Poi andrò in America sono stati estratti per esecuzione sinfonica. L'aria è stata eseguita per la prima volta alla Palm Beach Opera nel febbraio 1992.